# Айзеншток, Иеремия Яковлевич
Иеремия Яковлевич Айзеншток (20 февраля (4 марта) 1900, Елизаветград — 7 июня 1980, Ленинград) — советский украинский литературовед, критик, переводчик, кандидат филологических наук.

## Биография
Родился в семье фармацевтов в Елизаветграде, где окончил реальное училище.
В 1921 году окончил историко-филологический факультет Харьковского университета. В 1922 году стал аспирантом кафедры европейской культуры (научный руководитель — А. И. Белецкий). В 1926—1931 годах работал учёным секретарём Института литературы им. Т. Г. Шевченко в Харькове. Печатался в журнале «Червоний шлях».
В 1934—1936 годах — учёный специалист ИРЛИ РАН. С 1934 года до конца жизни преподавал в вузах Ленинграда. В 1935 году президиум АН СССР присвоил Айзенштоку учёную степень кандидата филологических наук без защиты диссертации. Член Союза писателей с 1940 года.
В июне 1941 года поступил добровольцем в ополчение. Был рядовым, переводчиком полка, старшим инструктором политотдела дивизии, начальником отделения политотдела армии, замполитом госпиталя, старшим агитатором дивизии. Член ВКП(б) с 1942 года.
Родители и сестра с дочерью, оставшиеся в Харькове, погибли в ноябре 1941 года.
После войны преподавал в Ленинградском университете. Похоронен на Серафимовском кладбище.

## Научная деятельность
И. Айзеншток — известный историк русской и украинской литературы, текстолог, подготовил первое советское «каноническое» издание сборника сочинений Т. Г. Шевченко (1925—1931), участвовал в подготовке академических изданий сочинений Н. В. Гоголя, Г. И. Успенского, Н. Г. Чернышевского, Н. А. Некрасова, в издании произведений И. П. Котляревского, Е. П. Гребёнки, П. П. Гулака-Артемовского, И. И. Манжуры, М. М. Коцюбинского, И. Я. Франко. Подготовил к печати дневник А. Никитенко.
Печататься начал с 1917 года. Автор книг и статей о творчестве украинских и русских писателей.
В 1925 году подготовил и издал в Харькове первое полное издание с комментариями «Дневника» Т. Шевченко. Благодаря И. Айзенштоку на Украину из Москвы и Ленинграда вернулись уникальные вещи Т. Г. Шевченко: письмо поэта к Г. Квитке-Основьяненко, пять художественных полотен Кобзаря, автограф поэмы «Мар’яна — черниця», 80 рисунков Шевченко.
Член редакционной коллегии «Шевченковского словаря» (1976).